# Ларами (планина)
Ларами (на английски: Laramie Mountains) е планина в източната част на Скалистите планини, разположена на територията на щатите Уайоминг (82%) и Колорадо (18%). Дължината ѝ от север на юг е 273 km, ширината в северната част – до 177 km, а площта – 23 676 km². На запад планината Ларами се свързва с хребета Медисън Боу, на юг – с Предния хребет, на север е ограничена от долината на река Северен Плат, а на изток склоновете ѝ постепенно се понижават към Великите равнини. Най-високата ѝ точка е  3355 m, издигаща се в южната ѝ част. В осовата си част е изградена от кристалинни скали. Цялата планина има форма на слабо разчленен изпъкнал на изток свод. От източните ѝ склонове водят началото си реките Ларами, Хорс Крийк и др., десни притоци на река Норт Плат (от басейна на Мисури). Склоновете ѝ на височина до 2800 – 3000 m са заети предимно с борови гори, а нагоре – от алпийски пасища.